# Ptolomeo (hijo de Seleuco)
Ptolomeo (en griego Πτολεμαιος; muerto 333 a. C.) hijo de Seleuco de Orestis o Tymphaia, fue uno de los selectos oficiales llamados Somatophylakes, o los guardias de la persona del rey; combinó ese distinguido puesto con el mando de una de las divisiones de la falange. Más tarde se casó cuando se unió a Alejandro Magno en su expedición a Asia, 334 a. C., en la que contó como seleccionado por el rey para ponerse al mando del grupo de los macedonios, que fueron autorizados a regresar a casa para el invierno al final de la primera campaña. En la primavera siguiente se reincorporó a Alejandro en Gordium, con las tropas bajo su mando, acompañadas de nuevos refuerzos. En la batalla de Issos (333 a. C.) su división de la falange fue uno de los que se opusieron a los mercenarios griegos bajo Darío III, y en los que el peso real de la acción se produjo, cayendo él mismo en el conflicto, después de mostrar un gran valor.